# Giuseppina Leone

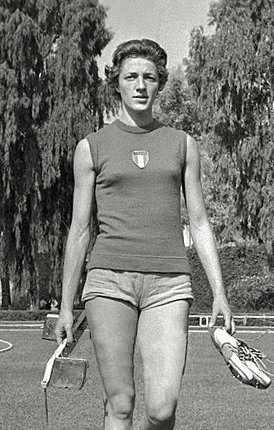
Giuseppina Leone, 1960

Giuseppina Leone (* 21. Dezember 1934 in Turin) ist eine ehemalige italienische Sprinterin.
1952 erreichte sie bei den Olympischen Spielen in Helsinki über 100 Meter das Viertelfinale und schied in der 4-mal-100-Meter-Staffel im Vorlauf aus.
Bei den Europameisterschaften 1954 in Bern gewann sie die Bronzemedaille in der 4-mal-100-Meter-Staffel und wurde Vierte über 100 Meter. 1955 siegte sie bei der Internationalen Universitätssportwoche über 100 und 200 Meter.
Am 21. Oktober 1956 stellte sie mit 11,4 Sekunden in Bologna einen Europarekord über 100 Meter auf. Bei den Olympischen Spielen in Melbourne erreichte sie sowohl über 100 Meter als auch in der 4-mal-100-Meter-Staffel den fünften Platz. Über 200 Meter schied sie im Vorlauf aus. Bei den Welt-Universitätsspielen 1957 holte sie Bronze über 100 und 200 Meter.
1958 wurde sie bei den Europameisterschaften in Stockholm Fünfte über 100 Meter und Vierte in der 4-mal-100-Meter-Staffel.
1959 siegte sie bei der ersten Universiade in Turin über 100 und 200 Meter, in der Staffel erhielt sie die Silbermedaille.
Bei den Olympischen Spielen 1960 in Rom wurde sie über 100 Meter Dritte hinter der US-Amerikanerin Wilma Rudolph und der Britin Dorothy Hyman. Über 200 Meter belegte sie den sechsten und in der 4-mal-100-Meter-Staffel den fünften Platz.
Von 1952 bis 1960 wurde sie neunmal in Folge Italienische Meisterin über 100 und 200 Meter.

## Persönliche Bestzeiten
- 100 m: 11,4 s, 21. Oktober 1956, Bologna
- 200 m: 23,7 s, 3. September 1960, Rom